# 吉米·佩德罗
吉米·佩德罗（英語：Jimmy Pedro，1970年10月30日—），美国男子柔道运动员。他曾代表美国参加1992年、1996年、2000年和2004年夏季奥林匹克运动会柔道比赛，获得二枚铜牌。